# Børgin
Børgin (norrønt byrgi el. byrgir, av borg), også kaldt Børginfjorden og Borgenfjorden, er en fjordarm af Trondheimsfjorden i Inderøy og Steinkjer kommuner i Trøndelag fylke i Norge. Fjorden har en længde på cirka 10 km fra syd til nord.
Børgenfjorden er en lavvandet og beskyttet marin vig, som er forbundet med Trondheimsfjorden via den stærke tidevandsstrøm Straumen. I Straumen er der stor produktion af tang, og den er vigtig for fuglelivet. Børgin har et ydre fjordbassin i syd og et indre fjordbassin i nord, afgrænset af den lavvandede Bossnesgrunnen mellem Bossneset og Fagerneset. Tidevandet giver god vandudskiftning i den ydre del som har en meget rig bundflora og fauna. Her har Rolsøya stor værdi som yngleområde for havfugle og er fredet som Rolsøya naturreservat. Det indre bassin har periodevis stagnerende forhold.  
Ved Straumen ligger den eneste by, som også hedder Straumen. Der er ingen større industrivirksomheder ved fjorden, men der er omfattende landbrug omkring  det meste af fjorden, i bygderne Sandvollan, Mære, Sparbu, Røra og Sakshaug. 
Fylkesvej 255 går langs sydsiden af fjorden og krydser tidevandsstrømmen over Straumbroen. Fylkesvej 251 går langs dele af østsiden, og på nordsiden går fylkesvej 258.